# Fatehgarh (kantonnement)
Fatehgarh is een kantonnement in het district Farrukhabad van de Indiase staat Uttar Pradesh. Het maakt deel uit van Fatehgarh.

## Demografie
Volgens de Indiase volkstelling van 2001 wonen er 14.682 mensen in Fatehgarh, waarvan 60% mannelijk en 40% vrouwelijk is. De plaats heeft een alfabetiseringsgraad van 76%.